# Erylus corneus
Erylus corneus är en svampdjursart som beskrevs av Boury-Esnault 1973. Erylus corneus ingår i släktet Erylus och familjen Geodiidae.
Artens utbredningsområde är havet utanför Brasilien. Inga underarter finns listade i Catalogue of Life.